# راکل اینفانته
راکل اینفانته (انگلیسی: Raquel Infante؛ زادهٔ ۱۹ سپتامبر ۱۹۹۰) بازیکن فوتبال اهل پرتغال است.
وی همچنین در تیم‌های ملی فوتبال Portugal women's under-19 national football team و زنان پرتغال بازی کرده‌است.